# Йосиф Андонопулос
Йосиф III Солунски (на гръцки: Ιωσήφ Γ΄ Θεσσαλονίκης) е гръцки духовник, драмски и солунски митрополит от 1810 до 1821 година, мъченик, обявен за светец от Православната църква.

## Биография
Роден е в пелопонеската паланка Димицана с фамилията Андонопулос или Даливарис (Αντωνόπουλος, Δαλίβαρης). Начално обучение трябва да е получил или в училището при манастира Философос или в димицанското училище. Той служи като архидякон на Ефеската епархия и като велик протосингел на Вселенската патриаршия.
През юли 1797 година в „Свети Николай Дзивалски“ е избран и на 20 август 1797 година ръкоположен за филипийски и драмски митрополит. През ноември 1810 година заема катедрата в Солун. И като драмски, и като солунски митрополит често пътува до Цариград, за да участва в заседанията на Светия синод. В 1819 година отново заминава за Цариград, за да участва в заседанията на Синода.
С избухването на Гръцкото въстание в 1821 година и убийството на патриарх Григорий V Константинополски, Йосиф Солунски затворен в Бостанджибаши и по-късно на 3 или 4 юни 1821 година обесен в Еникьой (Нихори) на Босфора.
Църквата празнува паметта му на 3 юни.